# Trouble Man (album)
Trouble Man filmska je glazba američkog soul vokala Marvina Gayea, koja izlazi u prosincu 1972.g. Nakon vrlo uspješnog albuma What's Going On, Gaye se zainteresirao za Hollywood. U svojoj rano karijeri, Gaye je dobio priliku da glumi u filmu svoga glazbenog idola Sama Cookea, koji je život završio na tragičan način ubojstvom. Gaye je Cookea glumio u još dva filma The Ballad of Andy Crocker i Hot Chrome and Leather. 1972. seli u Los Angeles gdje počinje pisati glazbu za film.
Gaye angažira svoja dva prijatelja, Isaaca Hayesa i Curtisa Mayfielda da s njim zajedno snimaju glazbu za blaxploitation film Trouble Man. Film je baziran na trileru, a radnja mu se odvija u getou. Marvin je skladatelj i producent čitavog projekta. Naslovna skladba je prije objavljivanja imala dosta posebnih miksanja. Vokalna verzija postala je veliki Gayev hit, završivši na #7 Billboardovih Pop Singlova, 1973.

## Popis pjesama
1. "Main Theme From Trouble Man (2)" (Gaye)  – 2:30
2. "'T' Plays It Cool" (Gaye)  – 4:27
3. "Poor Abbey Walsh" (Gaye)  – 4:13
4. "The Break In (Police Shoot Big)" (Gaye)  – 1:57
5. "Cleo's Apartment" (Gaye)  – 2:10
6. "Trouble Man" (Gaye)  – 3:49
7. "Theme From Trouble Man" (Gaye)  – 2:01
8. "'T' Stands For Trouble" (Gaye)  – 4:48
9. "Main Theme From Trouble Man (1)" (Gaye)  – 3:52
10. "Life is a Gamble" (Gaye)  – 2:32
11. "Deep in It" (Gaye)  – 1:25
12. "Don't Mess with Mister 'T'" (Gaye)  – 3:04
13. "There Goes Mister 'T'" (Gaye)  – 1:37

## Izvođači
- Marvin Gaye: Svi voklai, bubnjevi, klavijature, pianino
- Trevor Lawrence: alt, tenor i bariton saksofon
- Dale Oehler: rog
- Gene Page: trzalački instrumenti
- Bob Ragland: pianino, trzalački instrumenti
- James Anthony Carmichael: rog

## Produkcija
- skladatelj, pisac i producent - Marvin Gaye
- Aranžer - Dale Oehler, Marvin Gaye, Gene Page, Jack Hayes, J.J. Johnson, Bob Ragland, Leo Shunker